# لورلیا
لورلیا (به ایتالیایی: Loreglia) یک کومونه در ایتالیا است که در استان وربانو-کوزیو-اوسولا واقع شده‌است.

## خصوصیات
لورلیا ۹٫۲ کیلومترمربع مساحت و ۲۷۹ نفر جمعیت دارد.